# Castel Gandolfo
Castel Gandolfo (phát âm tiếng Ý: [kaˈstɛl ɡanˈdɔlfo; -ˈdolfo]; tiếng Latinh: Castrum Gandulphi) là một thị trấn nằm cách Roma 25 kilômét (16 mi) về phía đông nam. Nằm trên dãy đồi Alban với hồ Albano ngay cạnh, Castel Gandolfo có dân số khoảng 8.834 người.